# Typhlopsychrosoma breuili
Typhlopsychrosoma breuili es una especie de miriápodo cordeumátido cavernícola de la familia Vandeleumatidae, endémica del centro de la España peninsular; se conoce de las cuevas de la sierra de Atapuerca.